# Xã Bear Lake, Quận Manistee, Michigan
Xã Bear Lake (tiếng Anh: Bear Lake Township) là một xã thuộc quận Manistee, tiểu bang Michigan, Hoa Kỳ. Năm 2010, dân số của xã này là 1.751 người.